# گرتا آدامی
گرتا آدامی (انگلیسی: Greta Adami؛ زادهٔ ۳۰ ژوئیهٔ ۱۹۹۲) بازیکن فوتبال اهل ایتالیا است.
وی همچنین در تیم ملی فوتبال زنان ایتالیا بازی کرده‌است.